# 紅葉溪
紅葉溪，為台灣秀姑巒溪的支流，發源於虎頭山，流經花蓮縣卓溪鄉、萬榮鄉與瑞穗鄉等鄉鎮，匯入秀姑巒溪。
紅葉溪最著名的是分別位於河兩岸的紅葉溫泉與瑞穗溫泉，此二溫泉與安通溫泉並稱花東縱谷三大溫泉。紅葉溪為台灣最長的溫泉河。

## 照片

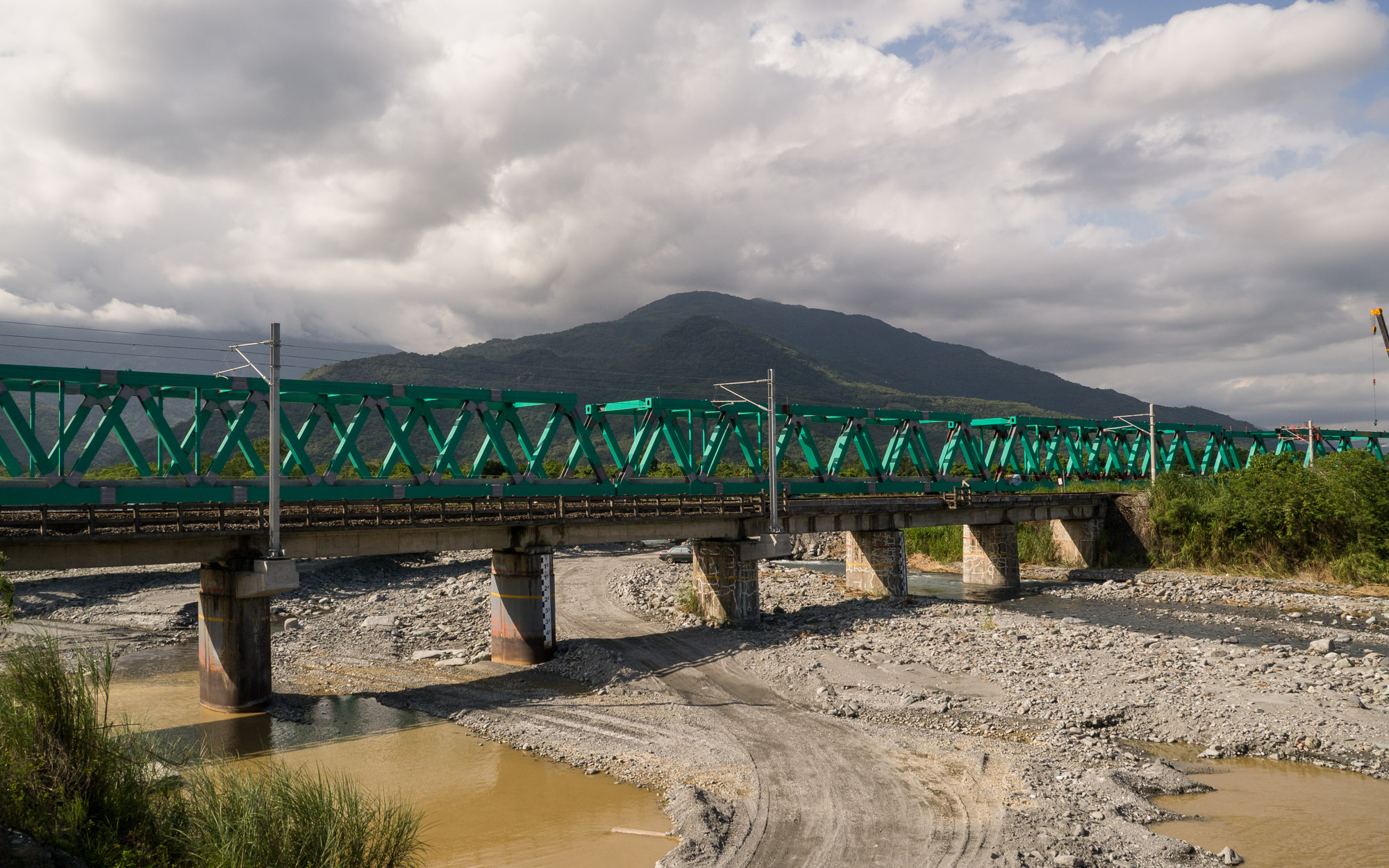
臺東線紅葉溪新舊鐵路橋
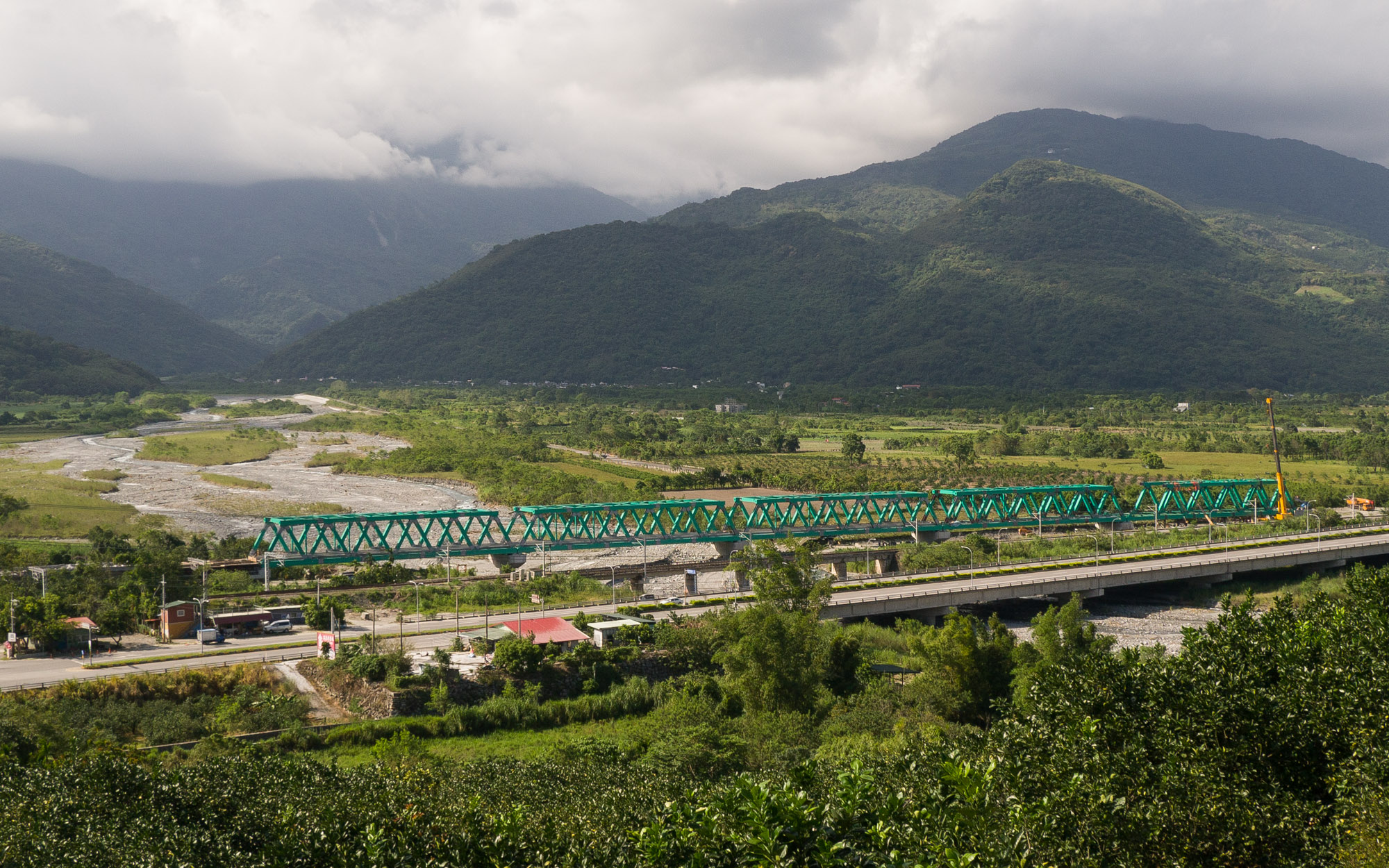
紅葉溪橋

## 參照
- 台灣河流列表
- 秀姑巒溪
- 花蓮紅葉溫泉
- 瑞穗溫泉

## 外部連結
- 經濟部水利署-秀姑巒溪水系地理圖
- 河川之美系列- 秀姑巒溪之卷(pdf)
- 花蓮紅葉溫泉 旅遊王 （页面存档备份，存于）